# Liparis lydiae
Liparis lydiae är en orkidéart som beskrevs av S.Z. Lucksom. Liparis lydiae ingår i släktet gulyxnen, och familjen orkidéer. Inga underarter finns listade i Catalogue of Life.